# Melanaphis pahanensis
Melanaphis pahanensis är en insektsart. Melanaphis pahanensis ingår i släktet Melanaphis och familjen långrörsbladlöss. Inga underarter finns listade i Catalogue of Life.